# Oliver deVille

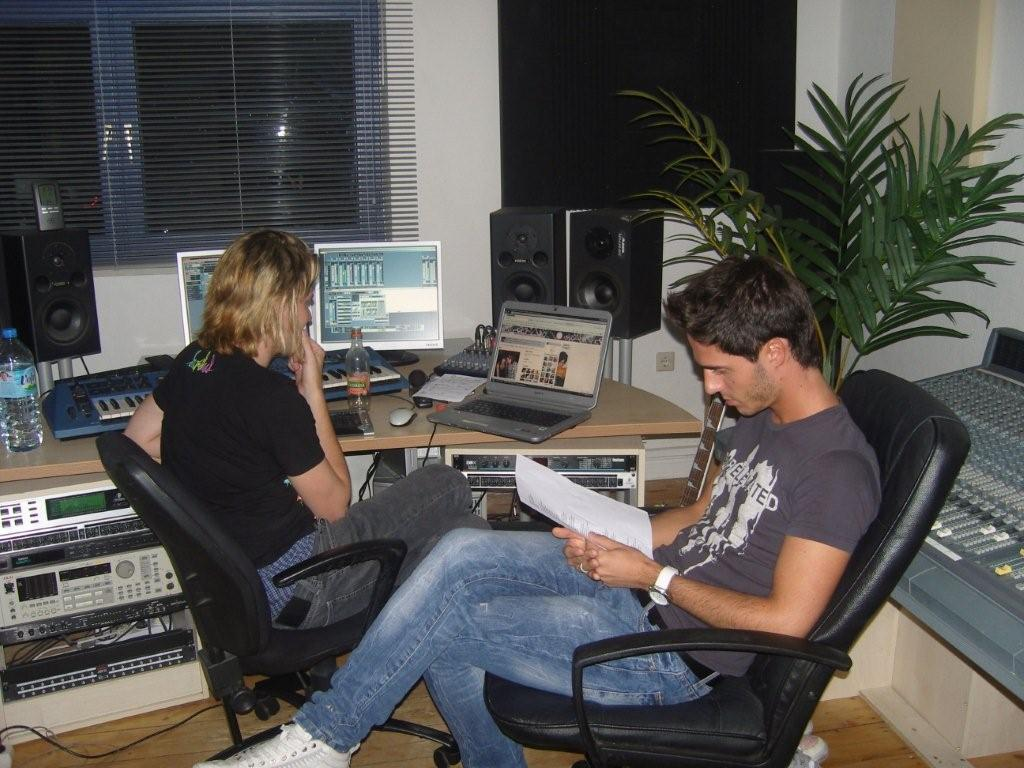
DeVille (links) im Studio mit Vladimir von Village Boys (2009)

Oliver deVille (* 6. Juli 1974, bürgerlich: Oliver Hintz) ist ein deutscher Musikproduzent und Songwriter im Bereich Partymusik, Schlager und Pop. 

## Leben
Hintz absolvierte ein Studium der Architektur an der Universität Hannover mit Diplom. Er spielte als Keyboarder in der Progressive-Metal-Bands Alternative 4 und Hydrotoxin. Zwischen 2002 und 2005 arbeitete er als Produzent und Remixer für Ralph Siegels Label Jupiter Records. Von 2000 bis 2012 war er Autor für Universal Music Publishing. Er gründete in seinem Heimatort Wietze die heute in Ohlenhard in der Eifel ansässige Firma Villa-Productions, mit der er zunächst Dance produzierte und mit der Produktion von Boygroups und Partyschlagern bekannt wurde. 2012 gründete deVille eine Edition bei Meisel Music. Seit 2022 kooperiert das Label Villa-Productions mit Electrola. 2025 unterzeichnete er einen Exklusivvertrag bei Meisel.

## Werk
DeVille produzierte unter anderem für Ikke Hüftgold, Anna-Maria Zimmermann, Voxxclub, Bierkapitän, Schäfer Heinrich, Die Ludolfs, Stereoact, Banaroo, De Räuber, Hannes Lambert, Chris Roberts, 2 Unlimited, Whigfield, Gloria Gaynor, Phrasement, Village Boys, Matteo Markus Bok, Marcel Kaupp, Markus Becker, Ingo ohne Flamingo, Jens Büchner, Micaela Schäfer, Geier Sturzflug, Chris Rabatz, Peter Orloff, DJ Robin, Vincent Gross, Me & My, Klara Korn, Mickie Krause und Lorenz Büffel. 2022 produzierte er den Partyschlager-Hit Dicht im Flieger für Julian Sommer. Mehrere Produktionen erhielten Goldene und Platin Schallplatten und den Deutschen Rock- und Pop Preis.